# アトムエネルゴプロム
アトムエネルゴプロム（ロシア語: OAO Атомэнергопром、ラテン文字表記の例：Atomenergoprom）は、ロシアの統一民間原子力企業体。ロシア連邦政府が100パーセントの株式を保有する持株会社である。

## 歴史
2007年4月27日大統領令によって設立された。これに先立ち同年1月19日ロシア連邦議会は関連する諸法を制定している。 2007年7月7日定款の制定と取締役会の選出が行われた。

## 組織
アトムエネルゴプロムは、原子力発電所運転企業ロスエネルゴアトム、核燃料制作供給企業TVEL、ウラン取引業テフスナブエクスポルト（Tenex）、核施設建設企業アトムエネルゴマシ、海外核計画建設企業アトムストロイエクスポルトを傘下に含む。
統一企業体として以下の9つの研究機関は企業化され、株式が政府からアトムエネルゴプロムに譲渡された。
- ノヴォシビルスク国立設計調査研究所（VNIPIET）
- ザルヴェズアトムエネルゴストロイ（全ロシア製造協会、モスクワ）
- レンアトムエネルゴストロイ（特別建設・設備部、レニングラード州ソスノヴィ・ボール）
- ニージニー・ノヴゴロド調査開発研究所
- ロスエネルゴアトム事業原子力サービス
- アトムテフエネルゴ（モスクワ州）
- 核機械建設調査開発研究所（VNIAEM、モスクワ）
- Isotop 全地域協会（モスクワ）
- アトムスペツトランス（モスクワ）

## 経営
アトムエネルゴプロム取締役会議長（会長）は、元首相でロスアトム社長のセルゲイ・キリエンコである。その他、経営陣には、社長ウラジーミル・トラヴィンロスアトム副社長、第一副社長セルゲイ・オボゾフロスエネルゴアトム前総支配人（社長）、副社長ピョートル・シュドロヴィツキー前ロシア核エネルギープラント操作研究所総裁らがいる。ウラジーミル・スミルノフテフスナブエクスポルト前支配人は相談役。さらにイーゴリ・ボロフコフ、タチアナ・エルフィモワ、イワン・カメンスキフらロスアトムの役員経験者が名を連ねている。

## 関連事項
- ロシアのエネルギー政策（英語版）
- ロシアの原子力（英語版）
- ロスアトム